# Robert van den Hoecke

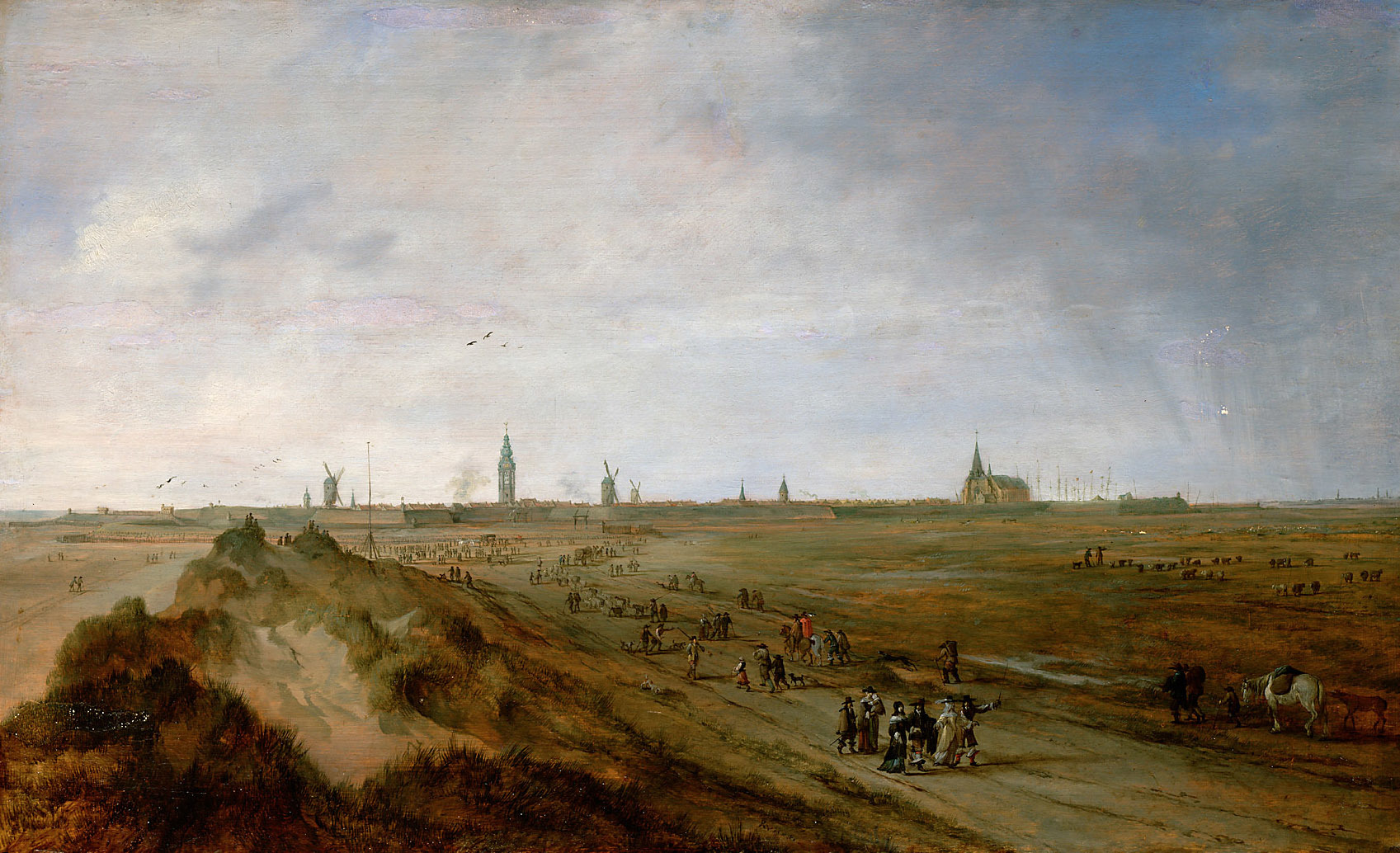
Robert van den Hoecke, Ansicht von Ostende, c.1650. Kunsthistorisches Museum

Robert van den Hoecke (* 30. November 1622 in Antwerpen; † 1688) war ein niederländischer Maler und Radierer.
Robert van den Hoecke, Bruder des Jan van den Hoecke, war Schüler seines Vaters und wurde 1645 in die Lukasgilde zu Antwerpen aufgenommen.
Er war auch als Architekt tätig, da er vom König von Spanien zum Oberaufseher der Befestigungen in Flandern ernannt wurde. Er malte Städteansichten, Volksfeste, Schlachten, Lager- und Marschszenen, welche äußerst zahlreiche, fein ausgeführte Figuren enthalten.
Eine Anzahl solcher Bilder (die Stadt Ostende, Feldlager, Schlittschuhlaufen in Brüssel, nächtliche Feuersbrunst) besitzt das Belvedere zu Wien. Er hat auch 22 Blätter nach seinen Bildern radiert.